# William Neilson
William Neilson (ur. 18 sierpnia 1873 w Bothwell, zm. 16 marca 1960 w Prestwick) – szkocki rugbysta, reprezentant kraju, działacz sportowy, prawnik.
Uczęszczał do Merchiston Castle School, zaś od 1891 roku studiował prawo w Clare College wchodzącym w skład Uniwersytetu w Cambridge, ukończywszy je z tytułem B.A. w roku 1894. Został przyjęty do palestry dwa lata później. Podczas I wojny światowej służył w Highland Light Infantry, ranny dostał się do niewoli.
W barwach uniwersyteckiego zespołu rugby w latach 1891–1893 trzykrotnie wystąpił w Varsity Match przeciwko drużynie z Oxford. W latach 1891–1897 rozegrał w Home Nations Championship czternaście spotkań dla szkockiej reprezentacji zdobywając cztery punkty. W latach 1905–06 był prezesem Scottish Rugby Union. Reprezentantami kraju byli także jego bracia George, Gordon i Robert.